# John Paddock
Pour les articles homonymes, voir Paddock.
Temple de la renommée LAH : 2010
Alvin John Paddock (né le 9 juin 1954 à Brandon dans la province du Manitoba au Canada) est un joueur et entraîneur de hockey sur glace.

## Carrière

### Carrière de joueur
Après deux saisons passé avec les Wheat Kings de Brandon de la Western Canadian Junior Hockey League, ancêtre de la Ligue de hockey de l'Ouest, John Paddock est repêché en 1974 par les Capitals de Washington de la Ligue nationale de hockey. Il est également repêché la même année par les Fighting Saints du Minnesota de la défunte Association mondiale de hockey.
Ayant préféré se joindre à la LNH, il rejoint pour la saison 1974-1975 le club-école des Capitals dans la Ligue américaine de hockey, les Robins de Richmond. Il commence la saison suivante avec les Caps, mais retourne dans la LAH après huit rencontres. Il se voit a l'aube de la saison 1976-1977 transféré aux Flyers de Philadelphie pour compléter une transaction effectuée au mois de décembre envoyant Bob Sirois à Washington.
Il passe les quatre saisons suivantes principalement dans la LAH étant appelé à joindre les rangs des Flyers lors de 40 parties. Il est échangé au Nordiques de Québec à l'été 1980 mais revient en tant qu'agent libre avec les Flyers durant la saison 1982-1983. Il signe un contrat d'une saison avec les Devils du New Jersey à l'été 1983 mais reste dans la LAH avec les Mariners du Maine. Il se retire de la compétition après avoir disputé 17 rencontres et se retrouve directement entraîneur-chef des Mariners.

### Carrière entraîneur
Il est appelé à titre d'intérim au poste d'entraîneur chez les Mariners durant le reste de la saison 1983-1984 et il est nommé la saison suivante l'entraîneur-adjoint du club.
En 1985, il accepte le poste d'entraîneur des Bears de Hershey de la LAH, poste qu'il conserve jusqu'en 1989 avant de se joindre aux Flyers de Philadelphie à titre d'adjoint. Il n'y reste qu'une saison avant de diriger le Club-école des Rangers de New York dans la LAH, les Rangers de Binghamton, pour la saison 1990-1991.
Sa première chance de diriger un club de la LNH se présente à lui la saison suivante alors qu'il devient l'entraîneur des Jets de Winnipeg. Il reste en poste jusqu'en 1994-1995 alors qu'il est remplacé par Terry Simpson.
Il revient dans l'organisation des Rangers de New York en 1997 en tant qu'adjoint puis, en 1999-2000, devient l'entraineur des Wolf Pack de Hartford et y remporte la Coupe Calder dès sa première saison.
Il est dans l'organisation des Sénateurs d'Ottawa depuis 2002 d'abord en tant qu'entraîneur-chef des Senators de Binghamton avant d'être nommé entraineur-adjoint avec le grand club pour devenir en 2007 l'entraîneur-chef de l'équipe, jusque 28 février 2008, date à laquelle il est congédié, en raison des faibles performances de cette équipe.

## Statistiques

### Statistiques de joueurs
| Saison     | Équipe                 | Ligue      |     | Saison régulière | Saison régulière | Saison régulière | Saison régulière | Saison régulière |    | Séries éliminatoires | Séries éliminatoires | Séries éliminatoires | Séries éliminatoires | Séries éliminatoires |
| Saison     | Équipe                 | Ligue      | PJ  | B                | A                | Pts              | Pun              | PJ               | B  | A                    | Pts                  | Pun                  |                      |                      |
| 1972-1973  | Wheat Kings de Brandon | WCJHL      | 11  | 3                | 2                | 5                | 6                | 6                | 2  | 2                    | 4                    | 4                    |                      |                      |
| 1973-1974  | Wheat Kings de Brandon | WCJHL      | 68  | 34               | 49               | 83               | 228              |                  |    |                      |                      |                      |                      |                      |
| 1974-1975  | Robins de Richmond     | LAH        | 72  | 26               | 22               | 48               | 296              | 7                | 5  | 3                    | 8                    | 38                   |                      |                      |
| 1975-1976  | Capitals de Washington | LNH        | 8   | 1                | 1                | 2                | 12               |                  |    |                      |                      |                      |                      |                      |
| 1975-1976  | Robins de Richmond     | LAH        | 42  | 11               | 14               | 25               | 98               | 8                | 0  | 3                    | 3                    | 5                    |                      |                      |
| 1976-1977  | Flyers de Philadelphie | LNH        | 5   | 0                | 0                | 0                | 9                |                  |    |                      |                      |                      |                      |                      |
| 1976-1977  | Indians de Springfield | LAH        | 61  | 13               | 16               | 29               | 106              |                  |    |                      |                      |                      |                      |                      |
| 1977-1978  | Mariners du Maine      | LAH        | 61  | 8                | 12               | 20               | 152              | 6                | 1  | 2                    | 3                    | 7                    |                      |                      |
| 1978-1979  | Mariners du Maine      | LAH        | 79  | 30               | 37               | 67               | 275              | 10               | 9  | 1                    | 10                   | 13                   |                      |                      |
| 1979-1980  | Flyers de Philadelphie | LNH        | 32  | 3                | 7                | 10               | 36               | 3                | 2  | 0                    | 2                    | 0                    |                      |                      |
| 1980-1981  | Nordiques de Québec    | LNH        | 32  | 2                | 5                | 7                | 25               | 2                | 0  | 0                    | 0                    | 0                    |                      |                      |
| 1980-1981  | Mariners du Maine      | LAH        | 22  | 8                | 7                | 15               | 53               | 8                | 10 | 6                    | 16                   | 48                   |                      |                      |
| 1981-1982  | Mariners du Maine      | LAH        | 39  | 6                | 10               | 16               | 123              | 3                | 0  | 1                    | 1                    | 18                   |                      |                      |
| 1982-1983  | Flyers de Philadelphie | LNH        | 10  | 2                | 1                | 3                | 4                |                  |    |                      |                      |                      |                      |                      |
| 1982-1983  | Mariners du Maine      | LAH        | 69  | 30               | 23               | 53               | 188              | 13               | 2  | 2                    | 4                    | 18                   |                      |                      |
| 1983-1984  | Mariners du Maine      | LAH        | 17  | 3                | 6                | 9                | 20               |                  |    |                      |                      |                      |                      |                      |
| Totaux LNH | Totaux LNH             | Totaux LNH | 87  | 8                | 14               | 22               | 86               | 5                | 2  | 0                    | 2                    | 0                    |                      |                      |
| Totaux LAH | Totaux LAH             | Totaux LAH | 462 | 135              | 147              | 282              | 1 311            | 55               | 27 | 18                   | 45                   | 147                  |                      |                      |

### Statistiques d'entraîneur
Légende: P= Partie joué par l'équipe;V= Victoire;D= Défaite;N= Partie nul;OTL= Défaite en Prolongation; Pts= Points accumulé par l'équipe.
| 1983-1984 | Mariners du Maine      | LAH | -- | -- | -- | -- | — | --  | -- | -- | -- | -- | -- | n/d                  |
| 1985-1986 | Bears de Hershey       | LAH | 80 | 48 | 29 | 3  | 0 | 99  | 18 | 10 | 8  | -- | 20 | défaite en finale    |
| 1986-1987 | Bears de Hershey       | LAH | 80 | 43 | 36 | 0  | 1 | --  | -- | -- | -- | -- | -- | défaite en 1re ronde |
| 1987-1988 | Bears de Hershey       | LAH | 80 | 50 | 25 | 3  | 2 | 103 | -- | -- | -- | -- | -- | Champion LAH         |
| 1988-1989 | Bears de Hershey       | LAH | 80 | 40 | 30 | 10 | 0 | 90  | -- | -- | -- | -- | -- | défaite en e ronde   |
| 1990-1991 | Rangers de Binghamton  | LAH | 80 | 44 | 30 | 6  | 0 | 94  | -- | -- | -- | -- | -- | défaite en 3e ronde  |
| 1991-1992 | Jets de Winnipeg       | LNH | 80 | 33 | 32 | 15 | 0 | 81  | -- | -- | -- | -- | -- | défaite en 1re ronde |
| 1992-1993 | Jets de Winnipeg       | LNH | 84 | 40 | 37 | 7  | 0 | 87  | -- | -- | -- | -- | -- | défaite en 1re ronde |
| 1993-1994 | Jets de Winnipeg       | LNH | 84 | 24 | 51 | 9  | 0 | 57  |    |    |    |    |    | Hors des séries      |
| 1994-1995 | Jets de Winnipeg       | LNH | 33 | 9  | 18 | 6  | 0 | 24  |    |    |    |    |    |                      |
| 1999-2000 | Wolf Pack de Hartford  | LAH | 80 | 49 | 22 | 7  | 2 | 107 | -- | -- | -- | -- | -- | Champion LAH         |
| 2000-2001 | Wolf Pack de Hartford  | LAH | 80 | 40 | 26 | 8  | 6 | 94  | -- | -- | -- | -- | -- | défaite en 1re ronde |
| 2001-2002 | Wolf Pack de Hartford  | LAH | 80 | 41 | 26 | 10 | 3 | 95  | -- | -- | -- | -- | -- | défaite en 2e ronde  |
| 2002-2003 | Senators de Binghamton | LAH | 80 | 43 | 26 | 9  | 2 | 97  | -- | -- | -- | -- | -- | défaite en 3e ronde  |
| 2003-2004 | Senators de Binghamton | LAH | 80 | 34 | 34 | 9  | 3 | 80  |    |    |    |    |    | Hors des séries      |
| 2007-2008 | Sénateurs d'Ottawa     | LNH | 64 | 36 | 22 | -  | 6 | 78  |    |    |    |    |    |                      |

## Transactions
- 1974 ; repêché par les Capitals de Washington (3e choix de l'équipe, 37e au total).
- 1er septembre 1976 ; échangé par les Capitals aux Flyers de Philadelphie pour compléter la transaction du 15 décembre 1975 qui envoya Bob Sirois aux Capitals.
- 11 août 1980 ; échangé par les Flyers aux Nordiques de Québec en retour d'une somme d'argent.
- 4 janvier 1983 ; signe à titre d'agent libre avec les Flyers de Philadelphie.
- 1er août 1983 ; signe à titre d'agent libre avec les Devils du New Jersey.